# Tyrotama
Tyrotama là một chi nhện trong họ Hersiliidae.